# Diédougou (Kati)
Diédougou è un comune rurale del Mali facente parte del circondario di Kati, nella regione di Koulikoro.